# 康斯坦丁尼夫卡 (赫爾松州康斯坦丁尼夫卡市鎮)
46°49′44″N 33°51′56″E / 46.82889°N 33.86556°E康斯坦丁尼夫卡（烏克蘭語：Костянтинівка），是位於烏克蘭南部的村莊，由赫爾松州卡霍夫卡區的康斯坦丁尼夫卡市鎮負責管轄，始建於1862年，面積34平方公里，海拔高度54米，2001年人口1,455，人口密度每平方公里42.8人。